# Торосевич, Теодор
Теодор Торосевич (пол. Teodor Torosiewicz, 7 сентября 1789, Станиславов — 2 марта 1876, Львов) — галицкий фармацевт и бальнеохимик первой половины XIX в., учёный-химик, аптекарь-практик, изобретатель, исследователь минеральных вод Польши и Западной Украины, организатор первых галицких курортов и популяризатор их лечебных факторов, публицист.

## Биография
Потомок армянских переселенцев. В 1805 окончил гимназию и переехал во Львов, где приступил к аптекарской практике. В 1811 г. Торосевич поступает в Венский университет, обучение в котором заканчивает в 1815 г., получив диплом медико-хирургического отделения, где изучал фармацию.
Вернулся во Львов и в апреле 1819 г. открыл аптеку «Под римским императором Титом».
С тех пор жил и работал во Львове до конца жизни, где в открытой им аптеке, оборудованной под лабораторию, проводил свои химические опыты.

## Исследовательские работы
Научную славу Теодор Торосевич заработал благодаря многолетнему изучению целебных свойств минеральных вод Восточной Польши, Галиции и Буковины.
Во всём Прикарпатье он проводил химические анализы воды и проверял достоверность сведений о новых минеральных источниках. Благодаря его описаниям химического состава минеральных вод были спроектированы многие лечебные курорты на территории этого региона.
Торосевич первым провел в 1827 анализ серных вод в с. Великом Любене (Ныне Великолюбенский бальнеологический курорт на Львовщине).
В 1828 г. по собственной инициативе, Торосевич сделал анализ сухого остатка солёной воды, источники которой находились вблизи поселения Старая Соль. Результатом этого исследования стала возможность ежегодно получать до 17 тысяч фунтов чистой магнезии, которая стоила в те время 90 злотых за центнер.
Исследования источников в Ивоничах способствовали будущему активному развитию водно-лечебной здравницы на территории города.
Торосевич изучал химико-физиологические особенности вод, сделал аналитические выводы о практической ценности целебных источников и озокерита в известных в то время здравницах Трускавца (1835—1836 и 1842—1843), Шкло, Косова, Немирова.
В бальнеотерапии, так и в других областях, научно-исследовательская работа Торосевича была направлена прежде всего на достижение практических результатов.
Особая заслуга ученого была и в разработке принципов окраски аптечного стекла. Он в числе первых описал методы хранения препаратов в сосудах из окрашенного стекла, а также доказал опытным путём преимущество в фармации применения посуды из красного и жёлтого стекла.
Результаты проведенных Торосевичем исследовательских работ по расфасовке и хранению препаратов в стеклянных сосудах имели большое значение для развития промышленного производства лекарственных средств. Его предложения были внедрены не только в галицких аптеках, но и в аптеках европейских стран.
Интерес Теодора Торосевича касался рационального использования земель и хозяйственных проблем, в частности выращивания сахарной свеклы и производства сахара из неё.
Им был изобретен способ выделения из моркови крахмала, который теперь применяется для лечения кашля и лёгочных заболеваний.
Он является автором 218 публикаций в польских и немецких периодических научных изданиях. Специалисты отмечали оригинальность более чем 53 трудов Торосевича, в которых затрагиваются вопросы бальнеологии, токсикологии, фармакогнозии.
Был меценатом, вёл значительную благотворительную деятельность: гонорары за научные труды учёный в большинстве случаев передавал студентам, учившимся в Вене или во Львовском университете. Выделял большие средства для новосозданной сельскохозяйственной школы в Дублянах, помогал детским приютам и больницам.
Император Франц Иосиф I, оценив заслуги Торосевича ещё при жизни, наградил ученого Золотым Крестом «За заслуги с короной».
Учёный был избран почетным и действительным членов 15 галицких и зарубежных врачебных, фармацевтических и научных обществ, в частности Галицкого Аптекарского общества во Львове.
Торосевич также был членом Императорского медицинского общества в Вене, научного общества Ягеллонского университета в Кракове, фармацевтического общества в Мюнхене, Общества культуры и исследований края Буковины, Общества врачей Галичины. Львовское фармацевтическое общество поставило его бюст в центральном зале своего помещения.
Умер во Львове и похоронен на Лычаковском кладбище.

## Память
В Трускавце к 150-летию курорта на фасаде Бювета № 1 была установлена мемориальная доска с барельефом Торосевича. Там же именем ученого назван бульвар.
Брат Юзеф Торосевич  (1784—1869) — доктор медицины, основатель центра опеки за армянскими детьми, помощник ученого Т. Торосевича.

## Публикации
- Минеральные источники в Галичине и Буковине 1849,
- О целесообразном хранении препаратов в сосудах из окрашенного стекла,
- О свойствах хлорной извести,
- Легкий способ производства олифы из масла,
- О применении торфа для отопления,
- Охра буро-красноватая, открытая в Золочевском округе и пригодная для художников и врачей,
- Исследование семи видов глины и рекомендации кирпичному заводу по использованию её компонентов,
- Новый метод переработки сырья в железо простым и дешевым способом,
- Оксид железа как антидот против мышьяка,
- Препараты, предотвращающие болезни шелкопряда,
- О приготовлении питания для детей, которое может заменить материнское молоко,
- Средства для заживления ран при укусах змей,
- Об особенностях дыма поджаренного кофе, который можно применять как дезинфицирующее средство.